# دالاس
دالاس (به انگلیسی: Dallas)، چهارمین کلان‌شهر بزرگ آمریکا و نهمین شهر بزرگ در آمریکا (در محدوده شهری)، و سومین شهر بزرگ در ایالت تگزاس (در محدوده شهری) است. دالاس مهم‌ترین نقطه تمرکز کلان‌شهر دالاس-فورت وورث است به‌طوری‌که بر طبق گزارش اداره آمار آمریکا، جمعیت دالاس در آخرین تخمین اداره سرشماری آمریکا در سال ۲۰۲۱ برابر بود با ۱٬۳۰۴٬۳۷۹ نفر (در محدوده دالاس کانتی) و جمعیت کلان‌شهر دالاس روی هم در همان سال برابر ۷٬۶۳۷٬۳۸۷ نفر تخمین زده شده‌است.
معمولاً منطقه شهری دالاس و مناطق شهری همجوار، به صورت پیوسته تحت نام کلان‌شهر دالاس-فورت وورث شناخته می‌شوند و اکثر اهالی این کلان‌شهر خود را ساکنان «دالاس» می‌نامند. برخی از این شهرهای مجاور مهم عبارتند از: پلینو، فریسکو، ریچاردسون، اروینگ، آرلینگتون و فورت وورث.
دالاس از نظر قدرت مالی-اقتصادی و امکانات رفاهی در مقیاس شهرهای جهانی در سطح شهرهای ردهٔ «بتای مثبت» قرار دارد (همردیف با رم، برلین، و واشینگتن).
دالاس از دوران قدیم بخاطر صنعت نفت، پنبه و خطوط راه‌آهنش شهر بسیار مهمی در سطح آمریکا محسوب می‌شده. قسمتهای مرکزی شهر دالاس در سال ۱۸۴۱ شکل گرفت ولی در فوریه ۱۹۵۶ رسماً به عنوان یک شهر معرفی شد.
اما اقتصاد دالاس امروزه بر پایه بانکداری، تجارت، صنعت نیرو، خدمات مخابراتی، فناوری اطلاعات، حمل و نقل، خدمات درمانی و تحقیقات پزشکی استوار است. مرکز چندین شرکت بزرگ فورچون ۵۰۰ در جهان در دالاس قرار دارد، از جمله جی. سی. پنی، ساوت‌وست ایرلاینز، امریکن ایرلاینز، ای‌تی اند تی، و اکسان‌موبیل. اقتصاد کلان-شهر دالاس نیز جزء اقتصادهای برتر آمریکا بوده و با ۵۳۵٬۴۹۹ میلیون دلار تولید ناخالص داخلی رتبه چهارم بزرگ‌ترین اقتصاد در میان شهرهای آمریکا را دارد.
دالاس امروزه مرکز ۲۴ شرکت فورچون ۵۰۰ می‌باشد. در سال ۲۰۱۳ و با موفقیت در توسعه اشتغال و کاهش بیکاری، این منطقه کلان‌شهری با داشتن بیش از ۳ میلیون شغل غیر کشاورزی توانست به چهارمین مرکز اشتغال زایی در آمریکا تبدیل شود و امروزه همچنان از مراکز بزرگ اشتغال در آمریکا می‌باشد.

## تاریخچه

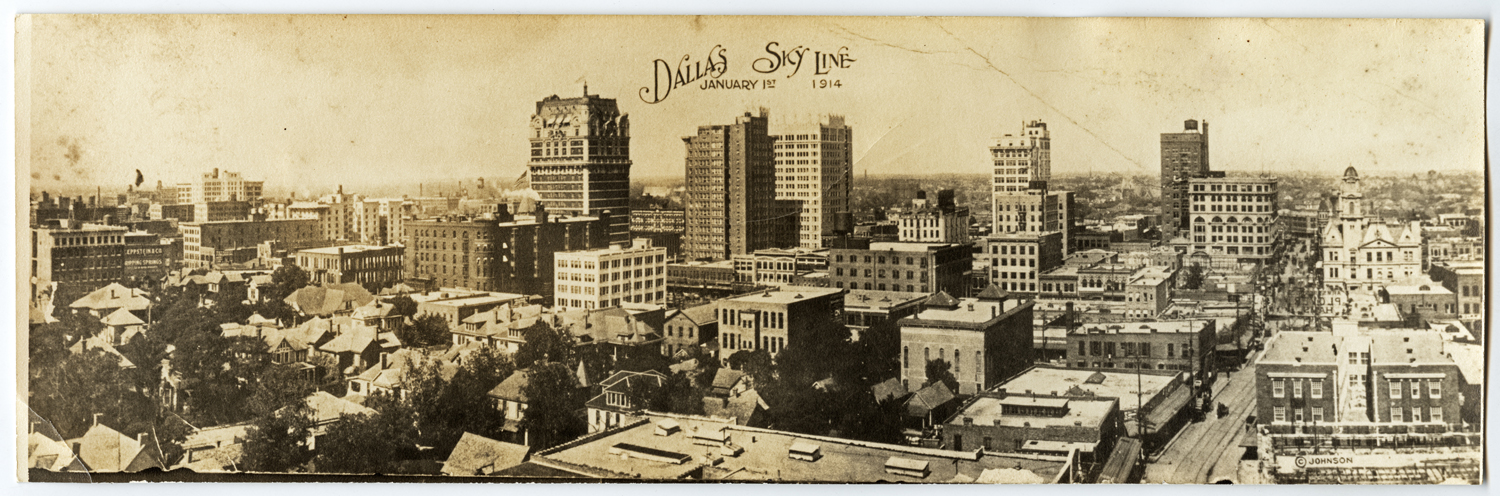
دالاس در سال ۱۲۹۳ خورشیدی (۱۹۱۴ میلادی)

منطقه‌ای که امروزه شهر دالاس و ایالت تگزاس در آن قرار دارد، در طول سالیان سال، فرهنگ‌های مختلفی را به خود دیده‌است. در ابتدا قبیله کادوها در این منطقه سکونت داشتند و بعد از آن‌ها و در قرن هجدهم، استعمارگران اسپانیایی این منطقه را جزئی از اسپانیای نو می‌دانستند. البته بعدها فرانسویان نیز چنین ادعایی را مطرح کردند ولی هیچ‌وقت ساکن منطقه نشدند.
در سال ۱۸۱۹ و بر اساس پیمان فلوریدا که بین آمریکا و اسپانیا امضاء شد، رودخانه‌ای به نام رودخانه سرخ در نواحی جنوبی آمریکا، مرز رسمی‌ای بین آمریکا و اسپانیای نو ایجاد می‌کرد که بر این اساس، منطقه فعلی شهر دالاس به شکل رسمی جزئی از خاک اسپانیا محسوب می‌شد. این منطقه همچنان تا سال ۱۸۲۱ تحت حاکمیت اسپانیا بود تا اینکه کشور مکزیک از استعمار اسپانیا اعلام استقلال کرد و بدین ترتیب منطقه فعلی وارد ایالت تیهاس در کشور مکزیک شد. چندی بعد و در سال ۱۸۳۶، تگزاسی‌ها به فکر استقلال افتادند و جمهوری تگزاس در نتیجه از مکزیک اعلام استقلال و رسماً تشکیل می‌شود. در نهایت در سال ۱۸۴۵ جمهوری تگزاس به خاک کشور آمریکا ضمیمه شده و در ۲ فوریه ۱۸۵۶ شهر دالاس به شکل رسمی تشکیل می‌شود.

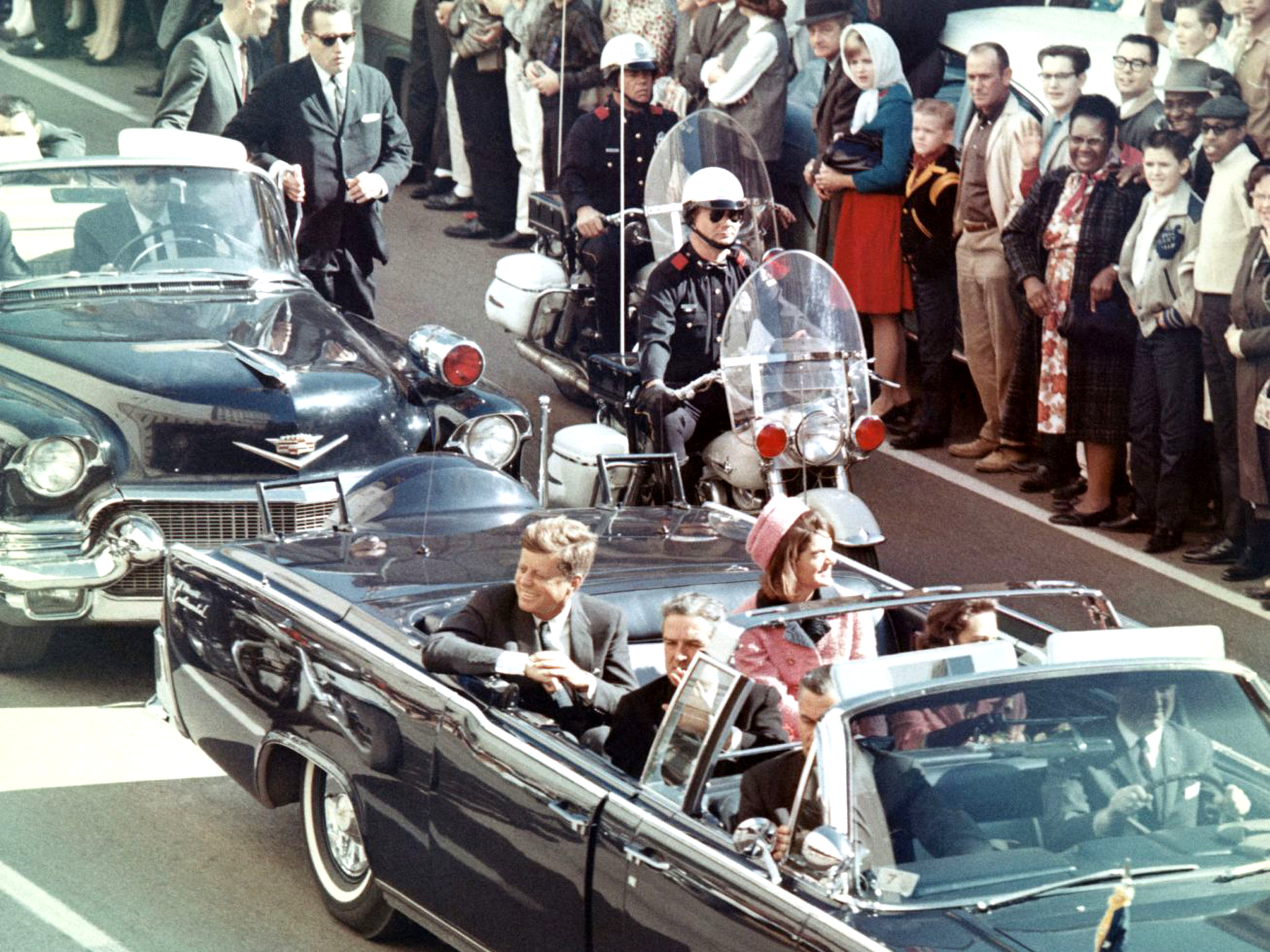
جان اف کندی لحظاتی قبل از کشته شدن در دالاس در سال ۱۹۶۲ میلادی (۱۳۴۱ خورشیدی)

شاید دلیل اصلی توسعه دالاس را بتوان به دلیل وجود راه‌آهن دانست. خطوط راه‌آهن باعث شد این شهر تبدیل به نقطه ارتباطی بین هیوستون و چند شهر دیگر که آن‌ها نیز خط آهن داشتند شود. به همین دلیل صنایع کوچک دالاس همچون چرم کم‌کم روند روبه رشدی را طی کردند. در نتیجه با گسترش راه‌آهن به دالاس، این شهر شروع به پیشرفت کرده و مرکز ارتباطی بین چندین شهر شد. همچنین با استفاده از موقعیت به‌دست آمده، صنایع خود را گسترش داده و تبدیل به یک شهر صنعتی می‌شود که کارگران زیادی را از سرتاسر ایالت تگزاس به سوی خود جذب می‌کرد.

## جغرافیا
شهر دالاس و مناطق حومه بر شهرستانهای کالین، دنتن، کافمن و راک‌وال گسترده شده‌است. بر طبق اطلاعات اداره آمار آمریکا، خود این شهر مساحتی معادل ۹۹۹٫۳ کیلومتر مربع داشته که از این مقدار حدود ۱۱٫۷۵٪ آن پهنه آبی است. همچنین دالاس جزء منطقه کلانشهری دالاس‌فورت وورث است که بر این اساس، یک‌چهارم جمعیت ایالت تگزاس در آن زندگی می‌کنند. البته این‌جای تعجب نیست چرا که کلانشهر دالاس-فورت وورث افزون بر ۲۴۰۰۰ کیلومتر مربع مساحت دارد که برای قیاس کمی بیشتر از مساحت استان مازندران می‌باشد.

### آب و هوا

میزان بارندگی (آبی) و دمای متوسط دالاس (قرمز) در سال در شهر دالاس

آب و هوای این شهر بسیار گرم اما متغیر است. در یک نگاه کلی عمدتاً دو فصل تابستان و زمستان در آن مشاهده می‌شود و عمر سایر فصول بسیار کوتاه است. هوای دالاس در تابستان به‌شدت گرم است و گاهی حتی بیشینه درجه حرارت به بیش از ۴۰ درجه سانتیگراد می‌رسد. اما در زمستان به ندرت برف در دالاس می‌بارد. با این حال موج سرما از اراضی شمال اوکلاهوما اغلب به دالاس نیز سرایت می‌کند.
رژیم رطوبتی این کلانشهر به دلیل فاصله نسبتاً نزدیک با خلیج مکزیک، تحت تأثیر آن قرار گرفته و رطوبت نسبی این منطقه اغلب زیاد است. میزان و تواتر بارندگی‌ها نیز نسبتاً زیاد است و معمولاً در هر ماه چند نوبت بارندگی روی می‌دهد.
تورنادو یا پیچند از ویژگی‌های منطقه دالاس فورت وورث است. پیچند عمدتاً در منطقه فورت وورث، دنتون، و فریسکو در فصول گرمتر دیده می‌شود و حتی در محدوده شهر دالاس ممکن است ایجاد شود.

## اقتصاد

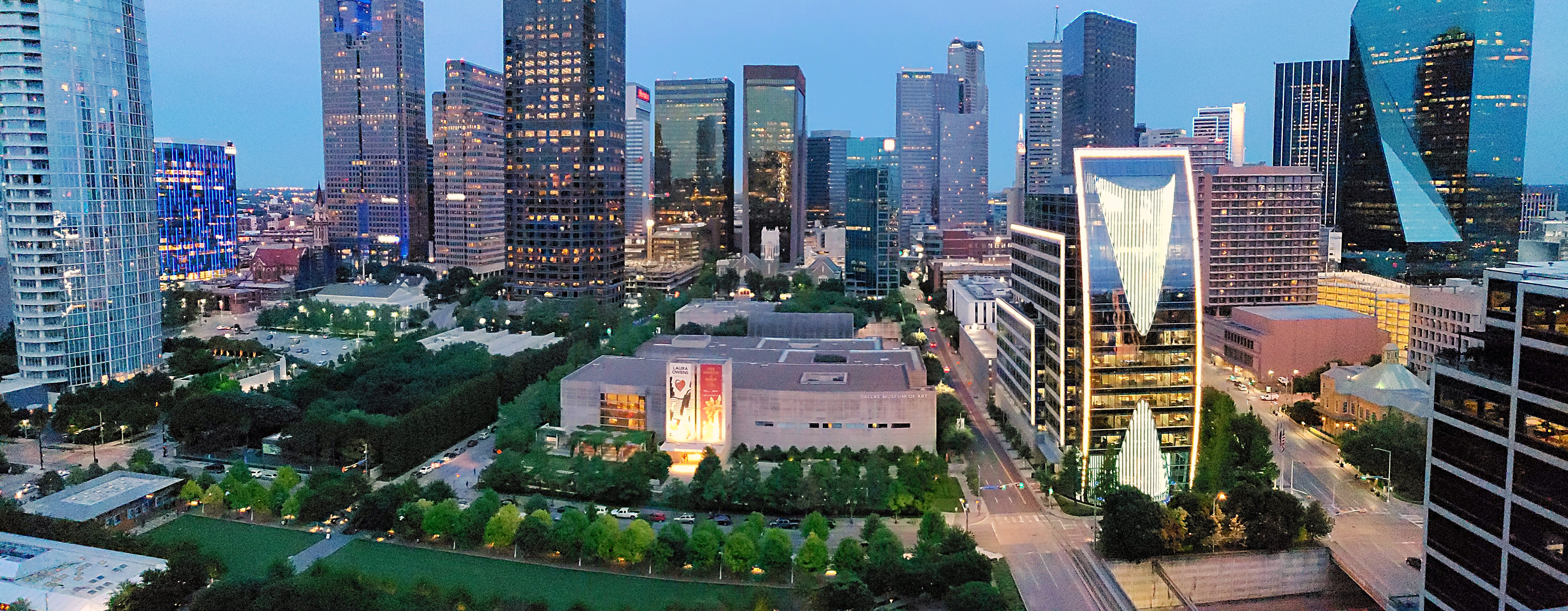

در سال ۲۰۱۹ تعداد ۲۲ شرکت از فهرست فورچون ۵۰۰ در این کلان-شهر قرار داشتند. این شرکتها و رتبه شان در فورچون ۵۰۰ عبارتند از:
- رتبه ۲: اکسان موبیل
- رتبه ۷: مک‌کسان
- رتبه ۹: ای‌تی‌اندتی AT&T
- رتبه ۵۹: Energy Transfer Equity
- رتبه ۶۸: امریکن ایرلاینز
- رتبه ۱۴۲: هواپیمایی ساوث وست
- رتبه ۱۶۴: فلور کورپوریشن
- رتبه ۱۷۱: کیمبرلی-کلارک
- رتبه ۱۷۲: Tenet Healthcare
- رتبه ۱۷۵: HollyFrontier
- رتبه ۱۹۴: D. R. Horton
- رتبه ۱۹۹: تگزاس اینسترومنتز
- رتبه ۲۰۸: گروه مهندسی جیکوبس
- رتبه ۲۵۰: Core-Mark
- رتبه ۲۶۱: جی‌سی‌پنی
- رتبه ۳۳۳: Pioneer Natural Resources
- رتبه ۳۳۷: Vistra Energy
- رتبه ۳۴۶: گیم‌استاپ
- رتبه ۳۹۳: Dean Foods
- رتبه ۳۹۴: Builders Firstsource
- رتبه ۳۹۶: EnLink Midstream
- رتبه ۴۲۶: Celanese

اما شرکتهای معروف دیگر که در دالاس و حومه‌های اطراف آن مرکزیت دارند:
- گروه بک
- ۷-ایلون
- اید سافت‌ویر
- چیلیز
- سینماهای سینمارک
- کومریکا
- فریتو-لی
- جی‌ام فایننشل
- پیتزا هات
- پرودیا سیستمز
- نیمان مارکوس
- بلاکباستر
- آمنی هتلز
- اربن دیزاین گروپ
- اچ کی اس
- بل هلیکاپتر

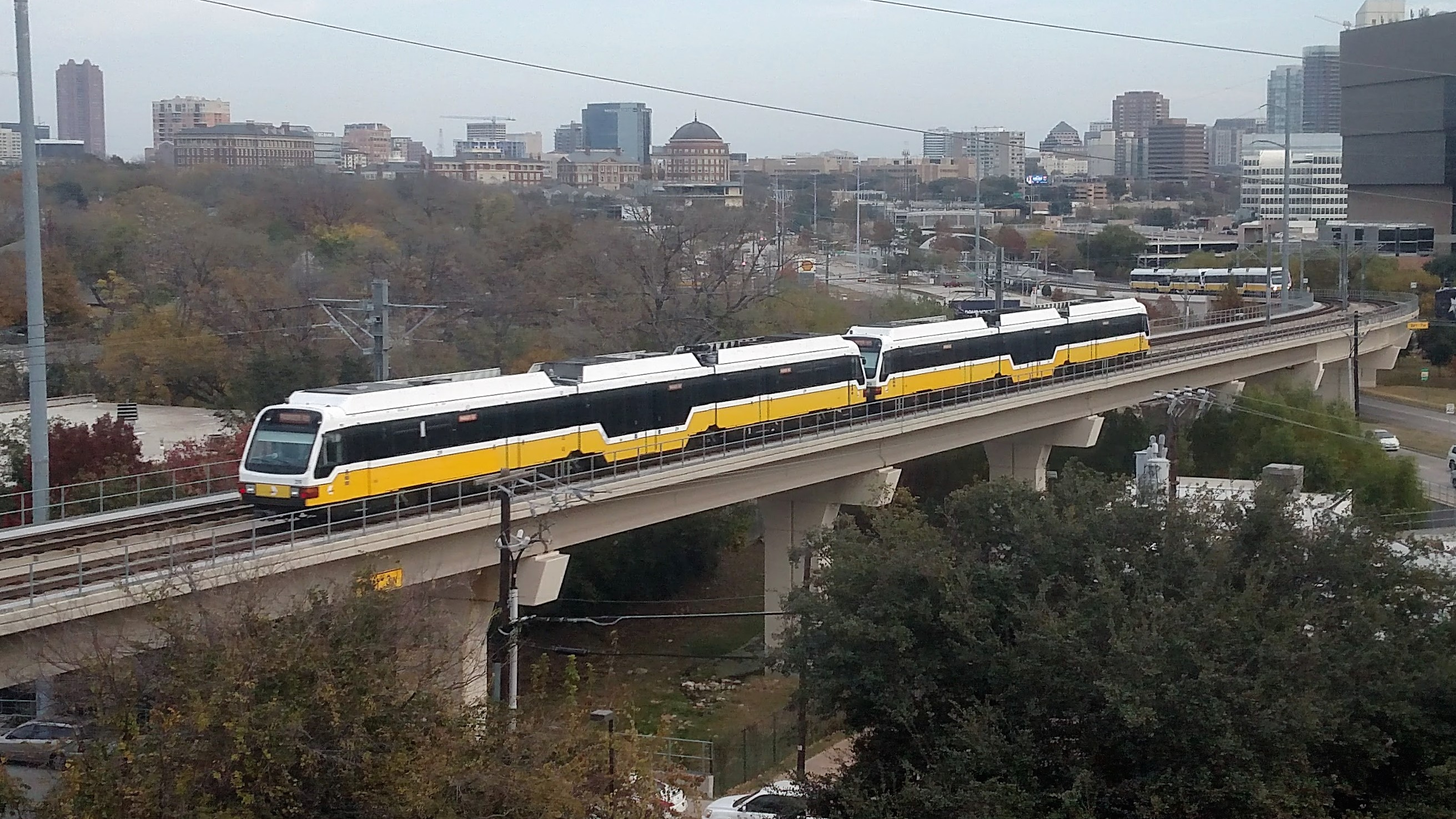
دارت لایت ریل

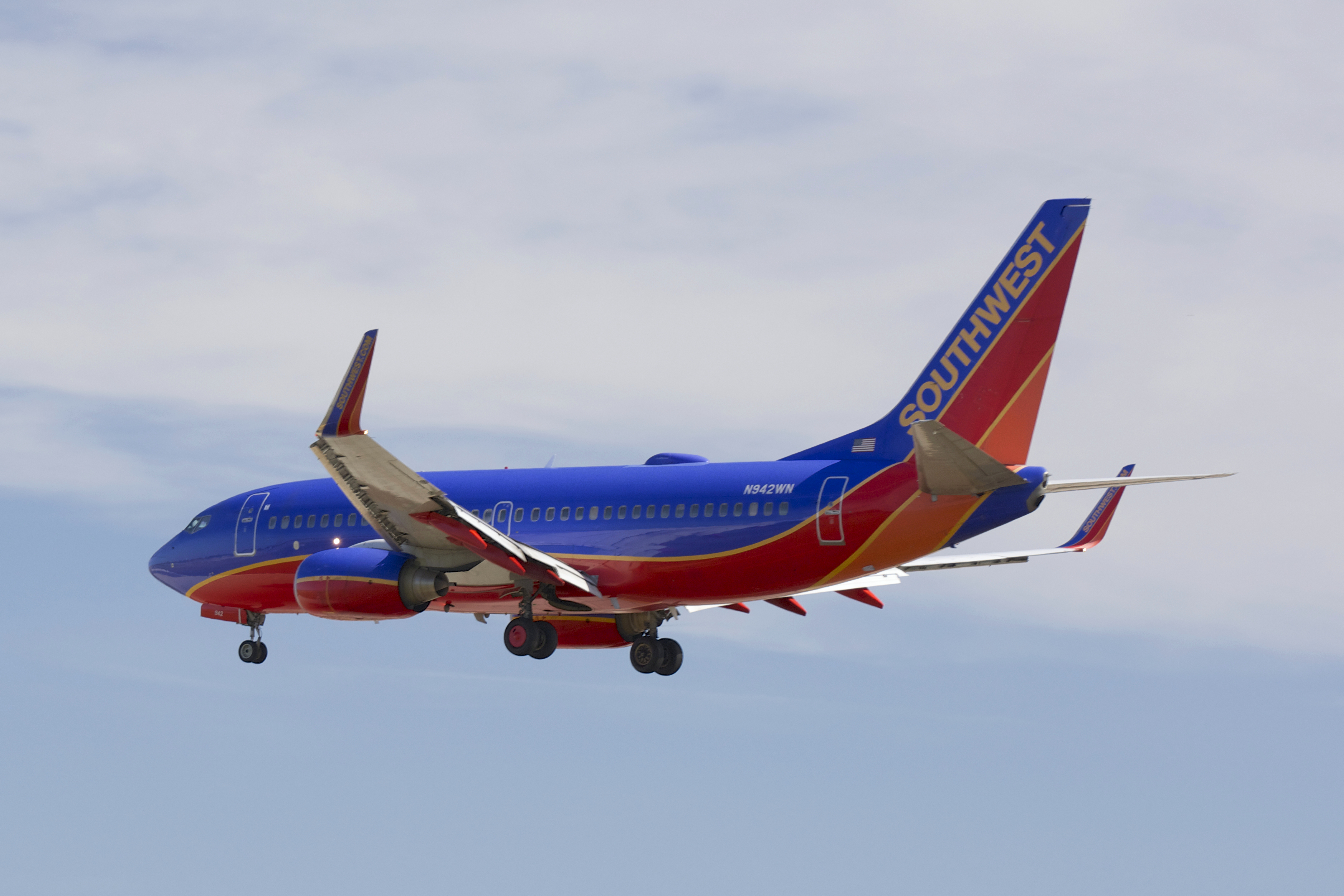
مرکز شرکت هواپیمایی ساوث وست در دالاس قرار دارد

اما بسیاری از شرکتهای بزرگ در سطح جهان نیز در دالاس شعبات نمایندگی کشوری و قاره ای دایر کرده‌اند همانند شرکت اریکسون و ان‌ای‌سی و غیره. به‌طور نمونه شرکت خودروسازی تویوتا در آمریکای شمالی ۹ کارخانه دارد که خودروهای تویوتا توندرا، تویوتا تاکوما، تویوتا سکویا، و تویوتا سیه‌نا و قطعات خودروهای دیگرشان را تولید می‌کنند. مدیریت اداری این تولیدات در جهان از شعبه مرکزی Toyota Motor North America واقع در شهر پلینو هدایت می‌شود.
بانک فدرال رزرو دالاس نیز در اینجا قرار دارد. بانک آو آمریکا پلازا، بلندترین برج این شهر است، که متعلق به شعبه بانک آو آمریکا در این شهر است. گالریای دالاس از مراکز خرید متعدد این شهر است.

## مردم
دالاس دارای جمعیت قابل توجهی اتباع خارجی و مهاجر است. شاید بزرگ‌ترین گروه مهاجرین را آسیایی‌ها (یعنی کره ای‌ها، چینی‌ها، و هندی تباران) به دلیل اقلیم گرم آن تشکیل می‌دهند. اما همجوار بودن با مرزهای کشور مکزیک نیز باعث حضور جمعیت بالایی از مکزیکی‌تباران نیز شده‌است.

### ایرانیان اهل دالاس

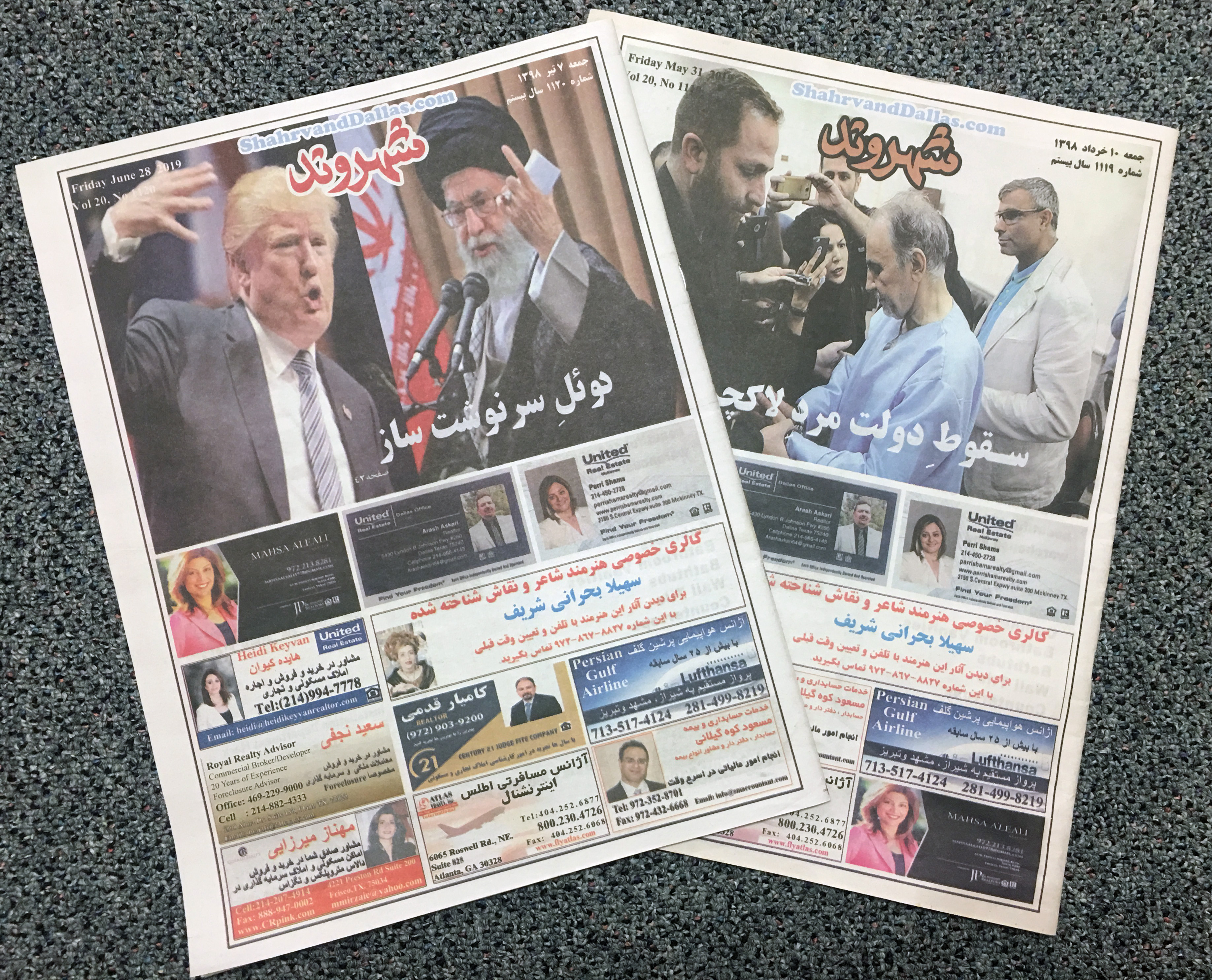
نشریه خبری-اجتماعی «شهروند» چاپ دالاس

کلانشهر دالاس-فورت وورث از جمله مناطق شهری دالاس، فورت وورث، آرلینگتون، پلینو، گارلند، اروینگ، ریچاردسون، دنتون، مک کینی، فریسکو، مسکیت، گراند پریری، کرولتون، آلن، أدیسون و دیگر مناطق شهری مجاور حاوی جمعیت قابل توجهی ایرانی‌تبار می‌باشند.
امروزه به روایتی، افزون بر ۳۰٬۰۰۰ ایرانی فارسی‌زبان در کلانشهر دالاس سکونت دارند. لیکن برخلاف هیوستون یا برخی شهرهای دیگر، ایرانیهای دالاس در دور و اطراف کلانشهر دالاس پراکنده هستند و یک جا قرار ندارد.
تعداد جراید فارسی‌زبان دالاس دو تاست: دو خبرنامه هفتگی «شهروند دالاس» به‌صورت رایگان از سال ۱۳۷۸ تا کنون هر هفته منتشر می‌شود. و ماهنامه «پرستو» دیگر نشریه ایرانیان دالاس است. نفوذ و اقتدار ایرانیان دالاس به قدریست که در آوریل ۲۰۱۹ وزیر امور خارجه وقت آمریکا مایک پومپئو پشت درهای بسته با افراد سرشناس جامعه ایرانیان آمریکا در این شهر دیدار و گفتگو کرد.
از مشاهیر ایرانی که در منطقه دالاس زندگی کرده یا می‌کنند می‌توان سارا شاهی و انوشه انصاری را نام برد. از موفق‌ترین و معروفترین صنعتگران شهر دالاس دِوِلوپر (بساز بفروش) فردیست بنام مهرداد مؤیدی که ریاست شرکت توسعه شهری Centurion American را بر عهده داشته‌است. یا می‌توان به شرکتی چندملیتی بنام Cyrus One اشاره کرد که در مرکز دالاس برجی با همین نام دارد.

## ترابری

### فرودگاه‌ها
فرودگاه بین‌المللی دالاس-فورت ورث از بزرگ‌ترین فرودگاه‌های ایالات متحده محسوب می‌شود. فرودگاه دالاس لاو نیز از پر رفت‌وآمدترین فرودگاه‌های داخلی کشور است. و فرودگاه سومی نیز در منطقه أدیسون قرار دارد که بیشتر برای پروازهای خصوصی استفاده می‌شود.

### قطار شهری

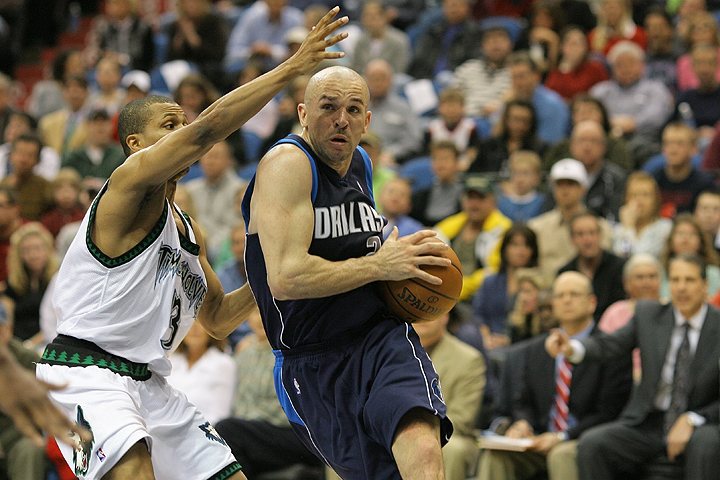
دالاس ماوریکس قهرمان لیگ ان بی ای در آمریکا در فصل ۲۰۱۱

سیستم حمل و نقل شهری قطاری دالاس و حومه دارت لایت ریل نام دارد و روزانه یکصدهزار مسافر جابجا می‌کند. این سیستم هم‌اکنون ۴ خط دارد و خط پنجمی نیز در حال ساخت است.

## ورزش
تیم بسکتبال دالاس ماوریکس و مالک میلیاردر آن مارک کیوبن نیز در چند سال اخیر شهرت فراوانی در لیگ بسکتبال حرفه‌ای آمریکا کسب نموده.
تیم فوتبال آمریکایی پر آوازه دالاس کاوبویز نیز در این شهر قرار دارد و در یکی از بزرگ‌ترین ورزشگاه‌های سرپوشیده جهان اقامت دارد.
در ورزش فوتبال، تیم اف سی دالاس از فریسکو (حومه شمال این شهر) است، و در ورزشگاه تویوتا بازی می‌کند، جایی که تالار مشاهیر فوتبال ایالات متحده آمریکا قرار دارد.

## مراکز علمی
مرکز پزشکی دانشگاه تکزاس شعبه جنوب‌غربی (UT Southwestern) امروزه از معتبرترین مراکز علوم پزشکی جهان محسوب می‌شود بطوریکه شش برنده جایزه نوبل پزشکی در این مرکز مشغول به کار می‌باشند یا بوده‌اند. انجمن قلب آمریکا نیز در دالاس مرکزیت دارد.
کتاب‌خانه عمومی دالاس ۳٬۸۰۰٬۰۰۰ نسخه کتاب دارد درحالی‌که کتابخانه ریاست جمهوری جورج دبلیو بوش نیز در همین‌جا (در مجاورت دانشگاه متودیست جنوبی) قرار دارد.
شرکت تگزاس اینسترومنتس جاییست که در سال ۱۹۵۴ برای نخستین بار در جهان ترانزیستور حالت جامد به جهان عرضه گردید.
| دانشگاه                                           | تعداد دانشجو | مکان                                  |
| ------------------------------------------------- | ------------ | ------------------------------------- |
| مرکز پزشکی دانشگاه تگزاس ساوت‌وسترنUT Southwestern | ۲٬۲۳۵        | منطقه پزشکی جنوب‌غربی (نزدیک مرکز شهر) |
| دانشگاه تگزاس در آرلینگتونUT Arlington            | ۴۲٬۴۹۶       | آرلینگتون                             |
| دانشگاه شمال تگزاسUNT                             | ۳۷٬۹۷۹       | دنتون                                 |
| دانشگاه تگزاس در دالاسUT Dallas                   | ۲۶٬۷۹۳       | ریچاردسون                             |
| دانشگاه زنان تگزاسTWU                             | ۱۵٬۴۷۲       | دنتون و منطقه پزشکی جنوب‌غربی          |
| دانشگاه ای‌اندام تگزاس-کامرسTexas A&M Commerce     | ۱۲٬۳۸۵       | کامرس                                 |
| دانشگاه متودیست جنوبیSMU                          | ۱۱٬۶۴۳       | یونیورسیتی پارک                       |
| دانشگاه تگزاس کریستینTCU                          | ۱۰٬۳۹۴       | فورت وورث                             |
| دانشگاه تگزاس وسلینTWU                            | ۳٬۳۷۸        | فورت وورث                             |
| دانشگاه دالاس                                     | ۲٬۳۸۷        | اروینگ                                |

## مراکز درمانی

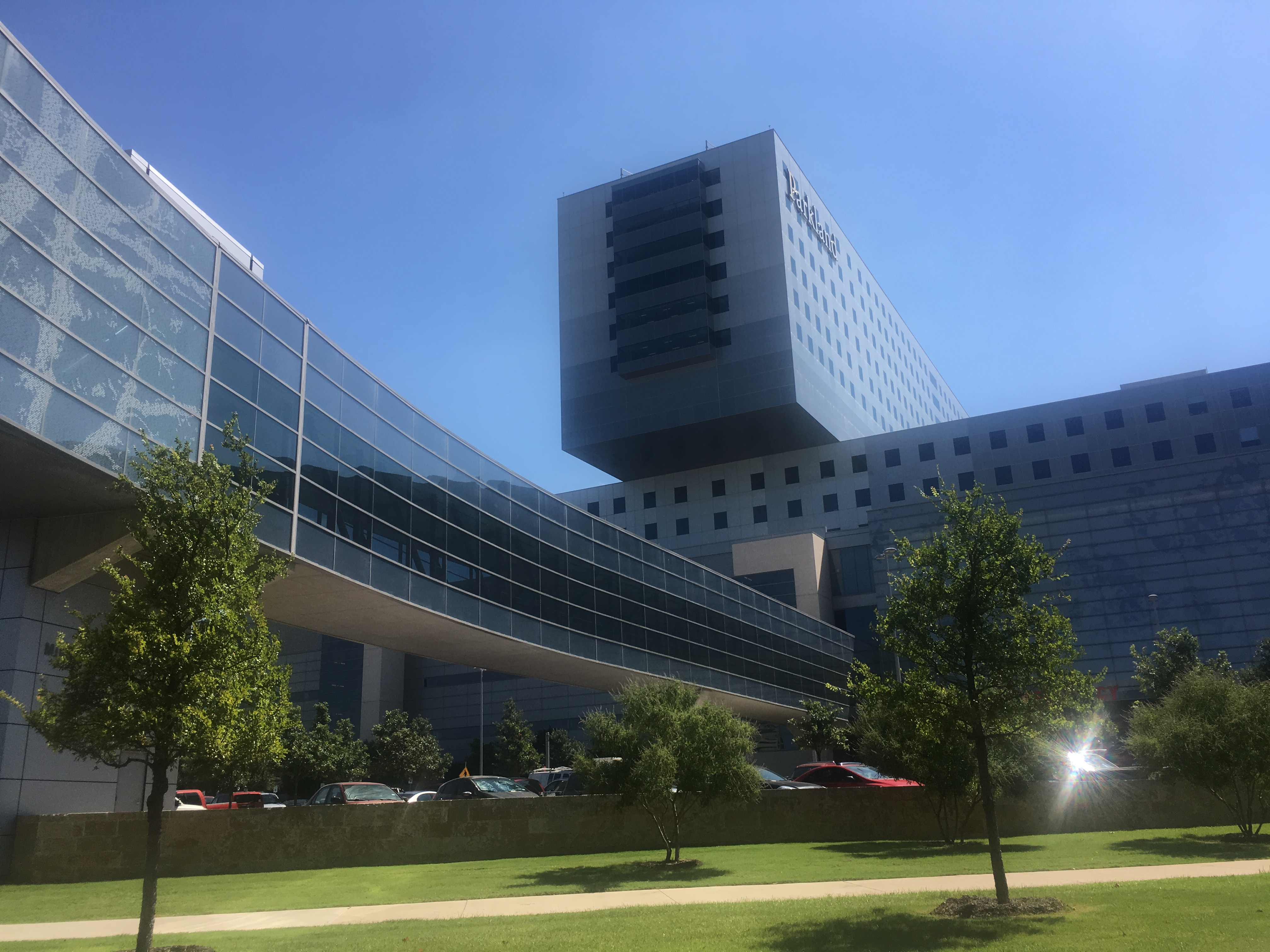
بیمارستان پارکلند مموریال از بزرگ‌ترین بیمارستان‌های دولتی کشور است

مرکز پزشکی دانشگاه تگزاس ساوت‌وسترن در جنب خود چهار بیمارستان بزرگ تخصصی دارد که در سطح کشور بسیار معتبر و شناخته شده هستند. بیمارستان دانشگاهی زیل لیپشی در زمینه سکته و عوارض مغزی تخصص و فعالیت دارد. مرکز درمانی کودکان دالاس در سطح کشور در زمره ۱۵ بیمارستان برتر آمریکا بوده‌است و به‌طور نمونه در زمینه ارتوپدی در رتبه دوم کشور قرار دارد. بیمارستان دانشگاهی ویلیام پ. کلمنتس نیز که رتبه دوم برترین بیمارستان عمومی در تگزاس (و بهترین در دالاس) را دارد؛ و بالاخره بیمارستان پارکلند مموریال بیمارستانیست که جان اف کندی (رئیس‌جمهور آمریکا) پس از ترور به آنجا آورده شد و یک مرکز درمانی دولتی و مجهز می‌باشد.

## مراکز فرهنگی

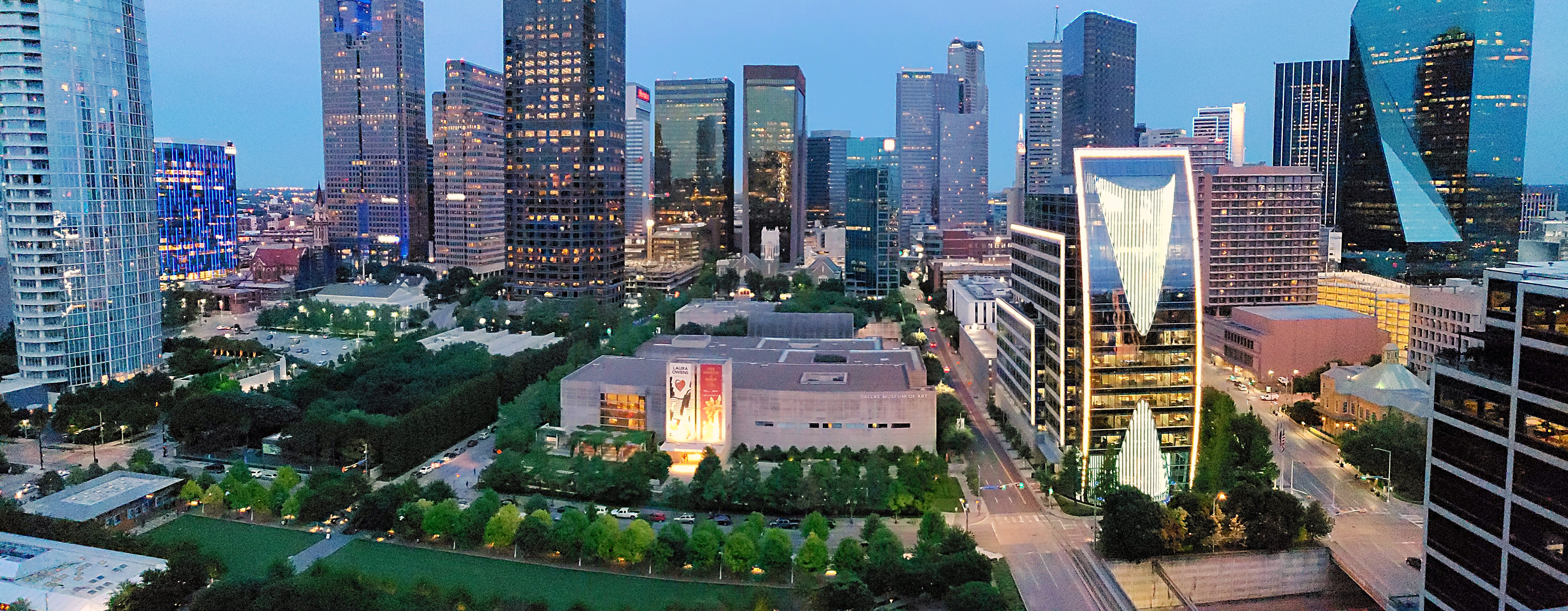
موزه هنر دالاس در مرکز شهر قرار دارد

- موزه هنر دالاس
- میدان شکرگزاری
- مرکز سمفونی مورتون میرسون
- برج ریونیون
- موزه علم و طبیعت پرو

## تأثیر بر فرهنگ آمریکا
سریال تلویزیونی دالاس (مجموعه تلویزیونی ۱۹۷۸) در مورد خانوادهٔ ثروتمندی از دالاس سالها طرفداران بسیاری داشت.

## شهرهای خواهر

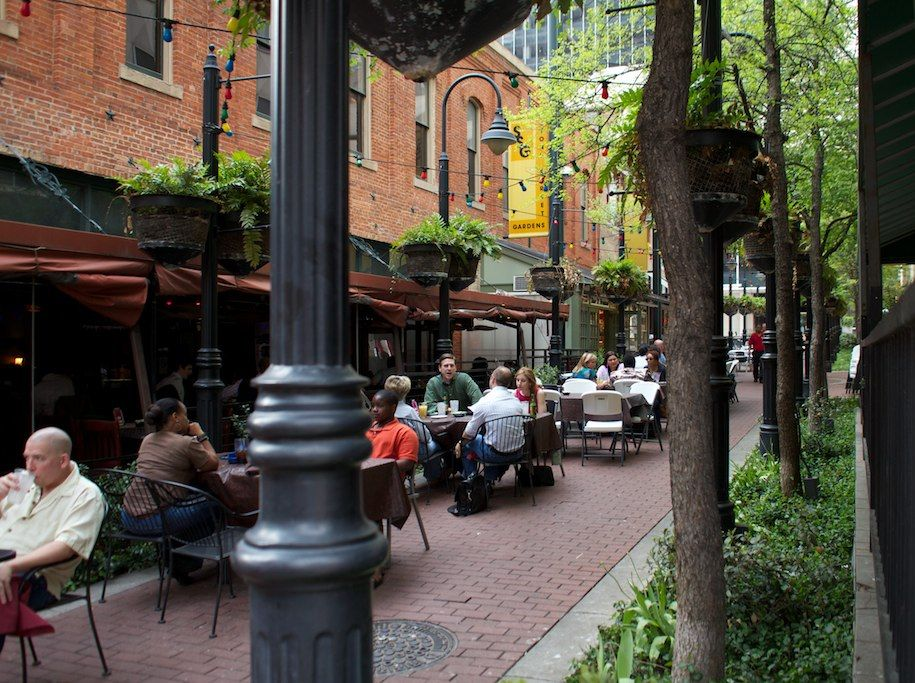
یکی از محلات مرکز شهر دالاس که جهت رستوران‌های شیکش محبوبیت دارد

شهرهای زیر رسماً شهر خواهر دالاس هستند:
- تایپه، تایوان
- برنو، جمهوری چک
- دیجون، فرانسه
- جیزه، مصر
- مونته ری، مکزیک
- ریگا، لاتویا
- کاردیف، پادشاهی متحد
- کرکوک، عراق
- ساراتوف، روسیه
- فردریکشاون، دانمارک
- سندایی، ژاپن
- نیمخن، هلند
- تیانجین، جمهوری خلق چین
- حیدرآباد، هند
- کلکته، هند

## مشاهیر

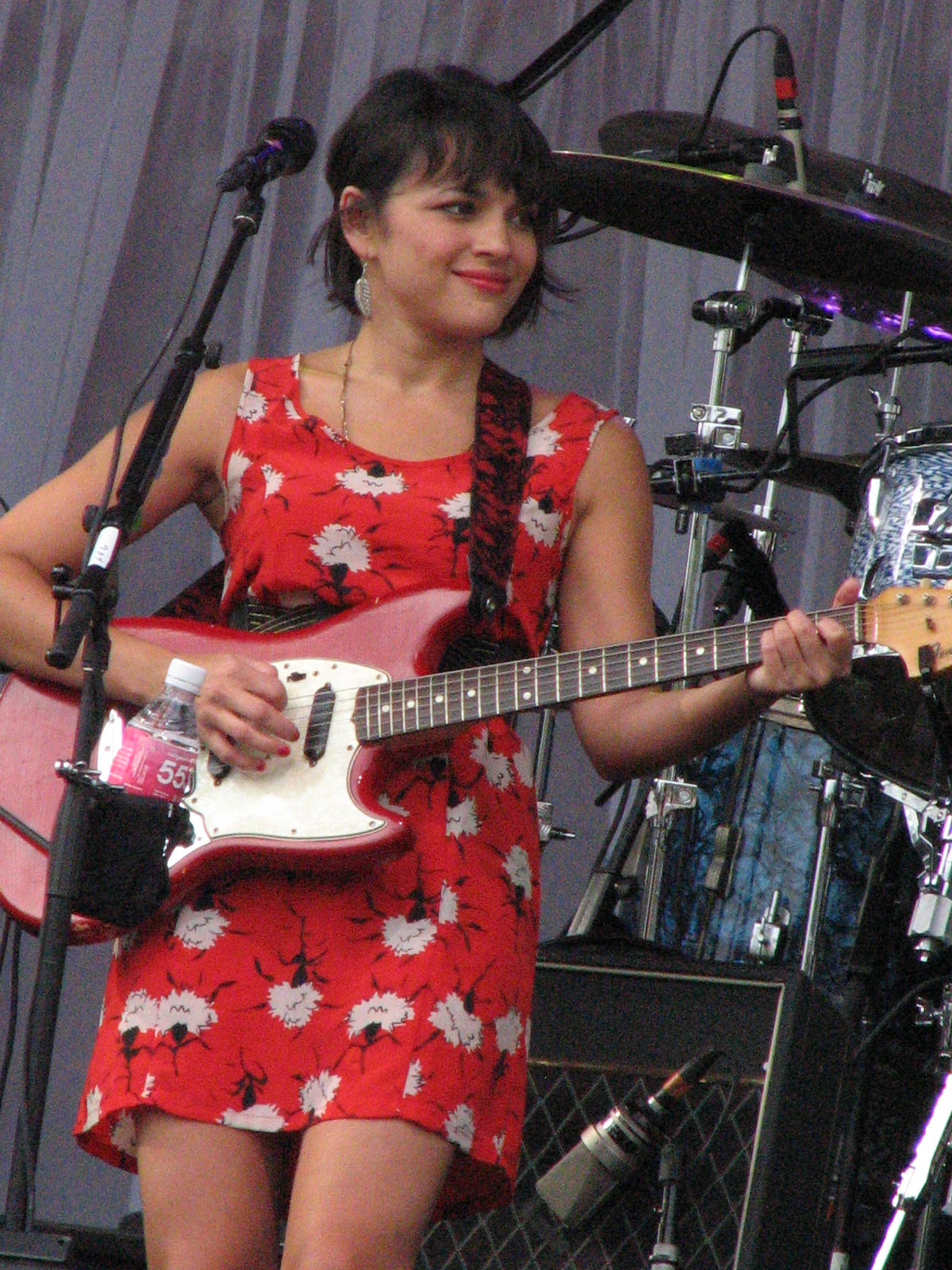
نورا جونز
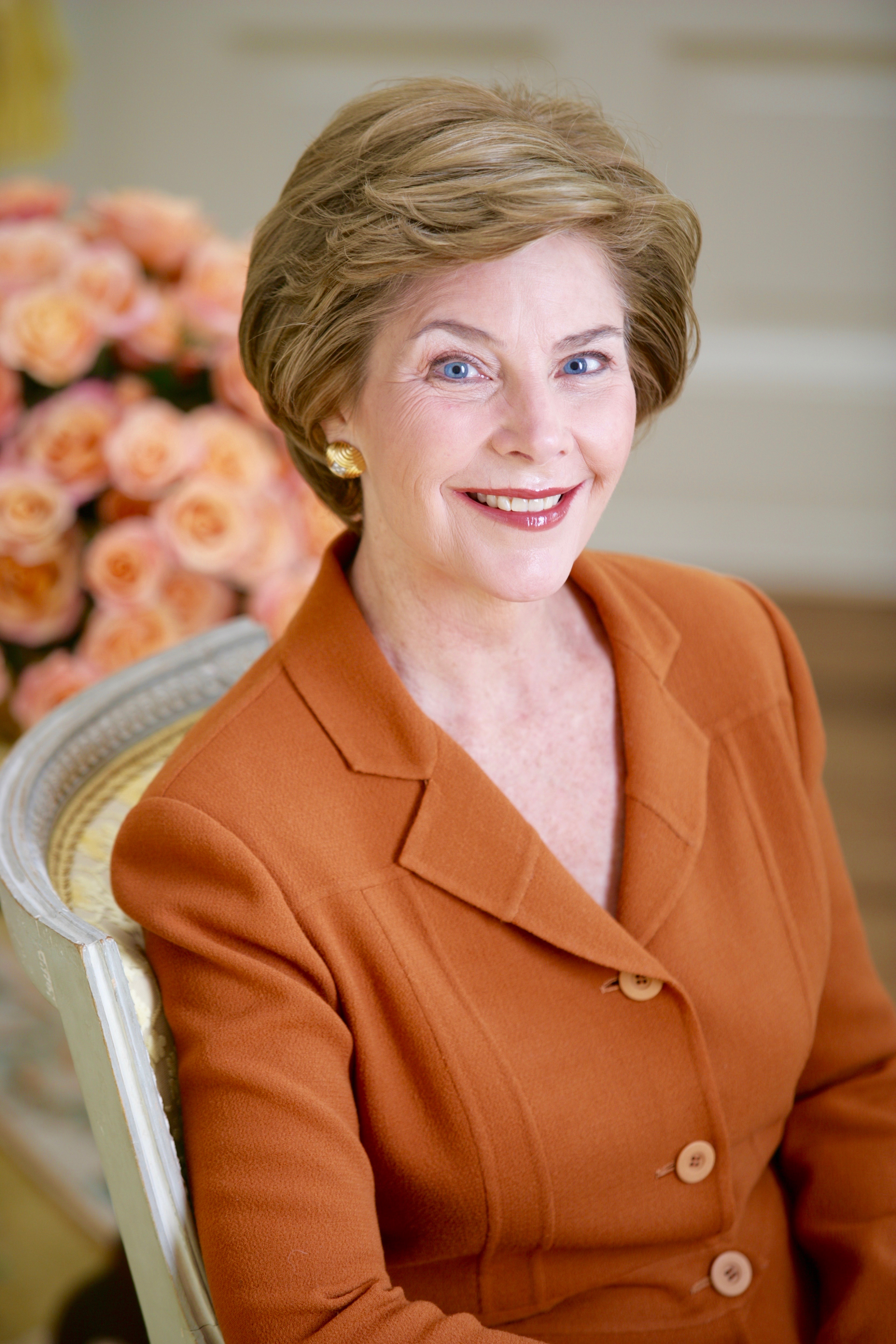
لورا بوش
استیو میلر
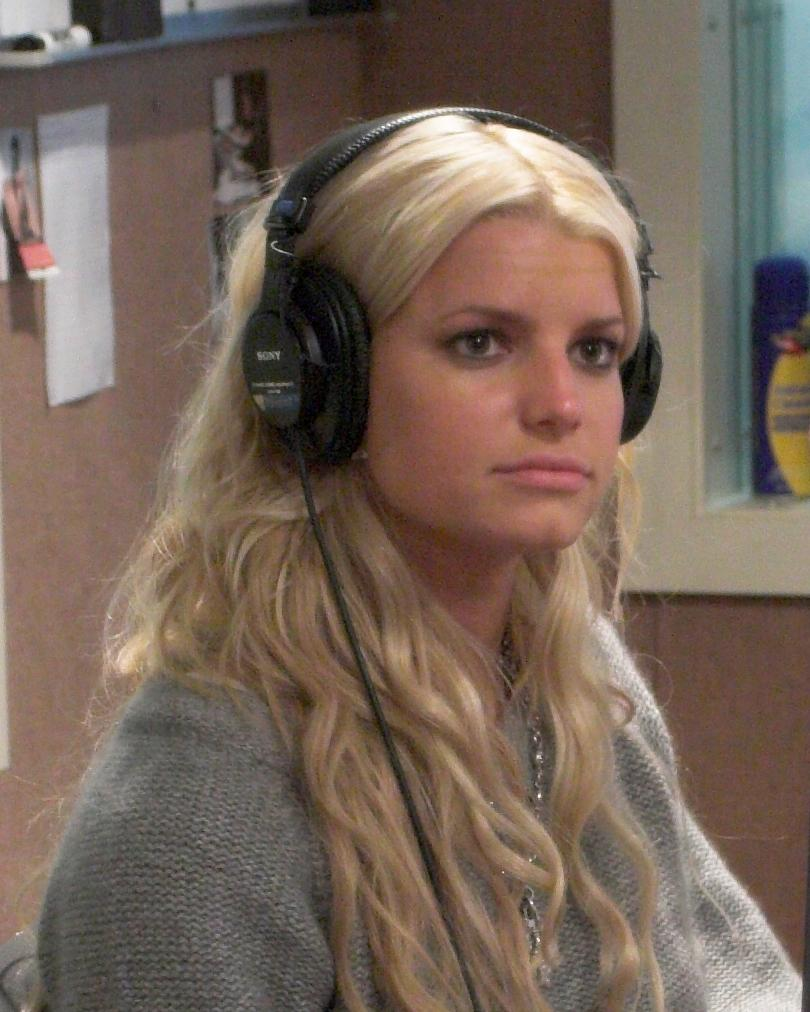
جسیکا سیمپسون
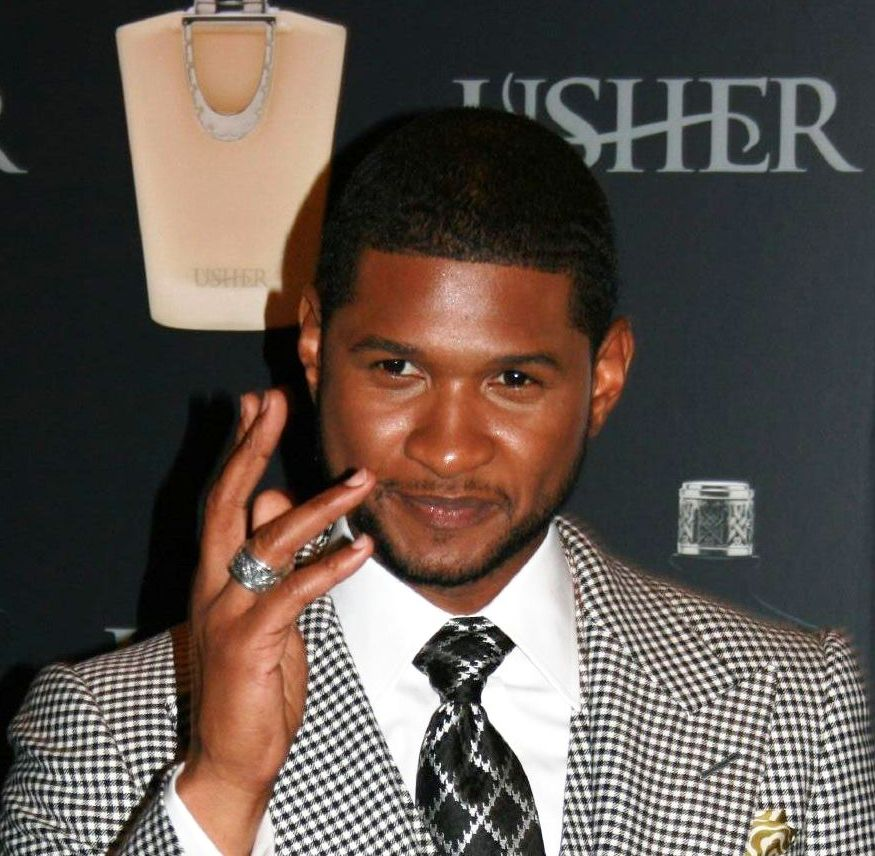
آشر
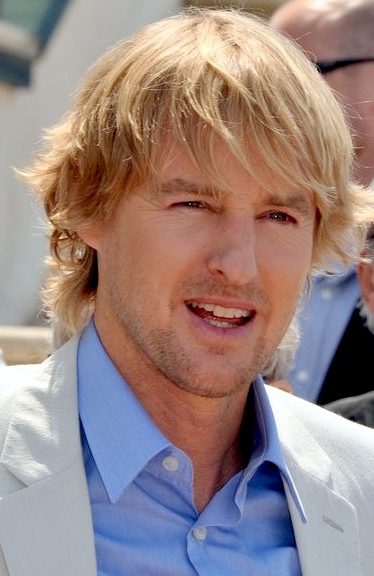
اوون ویلسون
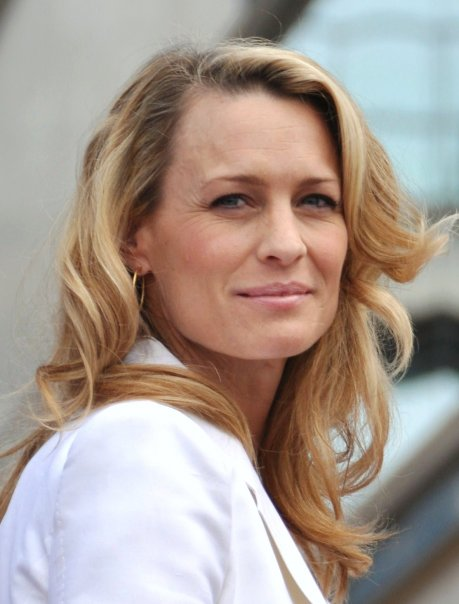
رابین رایت

- اوون ویلسون
- استیوی ری وان
- اشلی سیمپسون
- جسیکا سیمپسون
- باز اسکگز
- راس پرو
- استیو میلر
- ملیندا گیتس
- مارک کیوبن
- رمزی کلارک
- لورا بوش
- کریس باش
- تکس آوری
- لامارکوس آلدریج

## نگارخانه

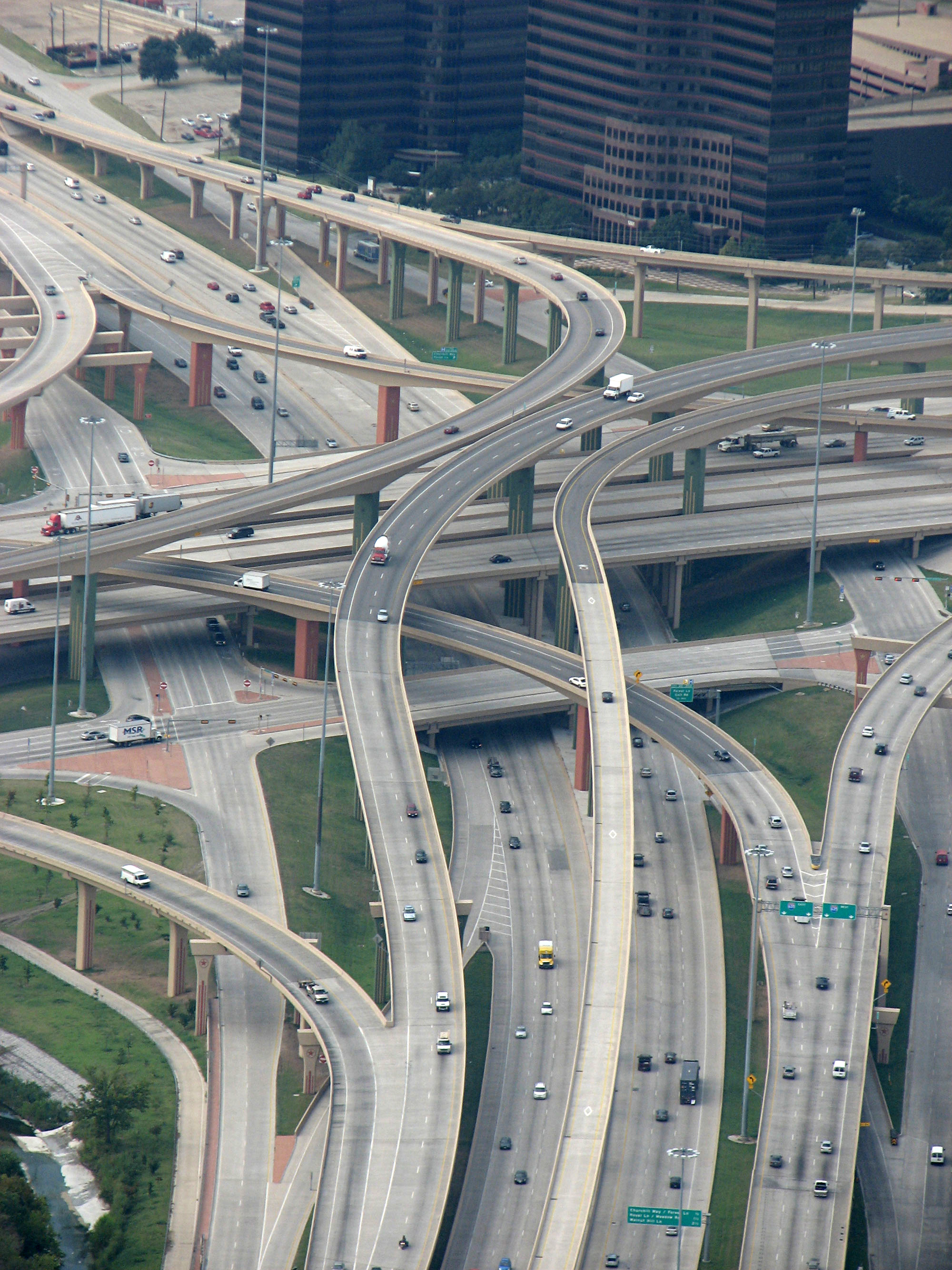
سیستم پهناور بزرگراه‌های دالاس در سرتاسر شهر گسترده‌اند
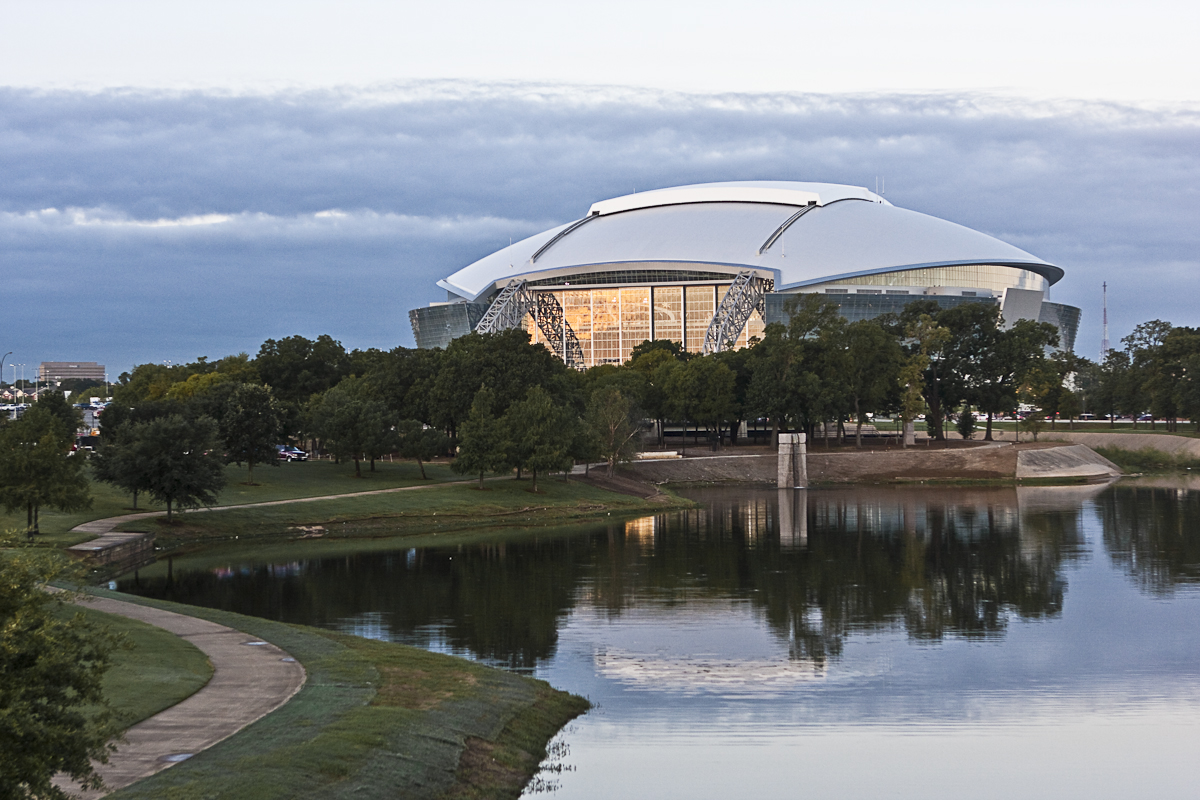
ورزشگاه ای تی اند تی از بزرگترین ورزشگاه‌های سرپوشیده جهان
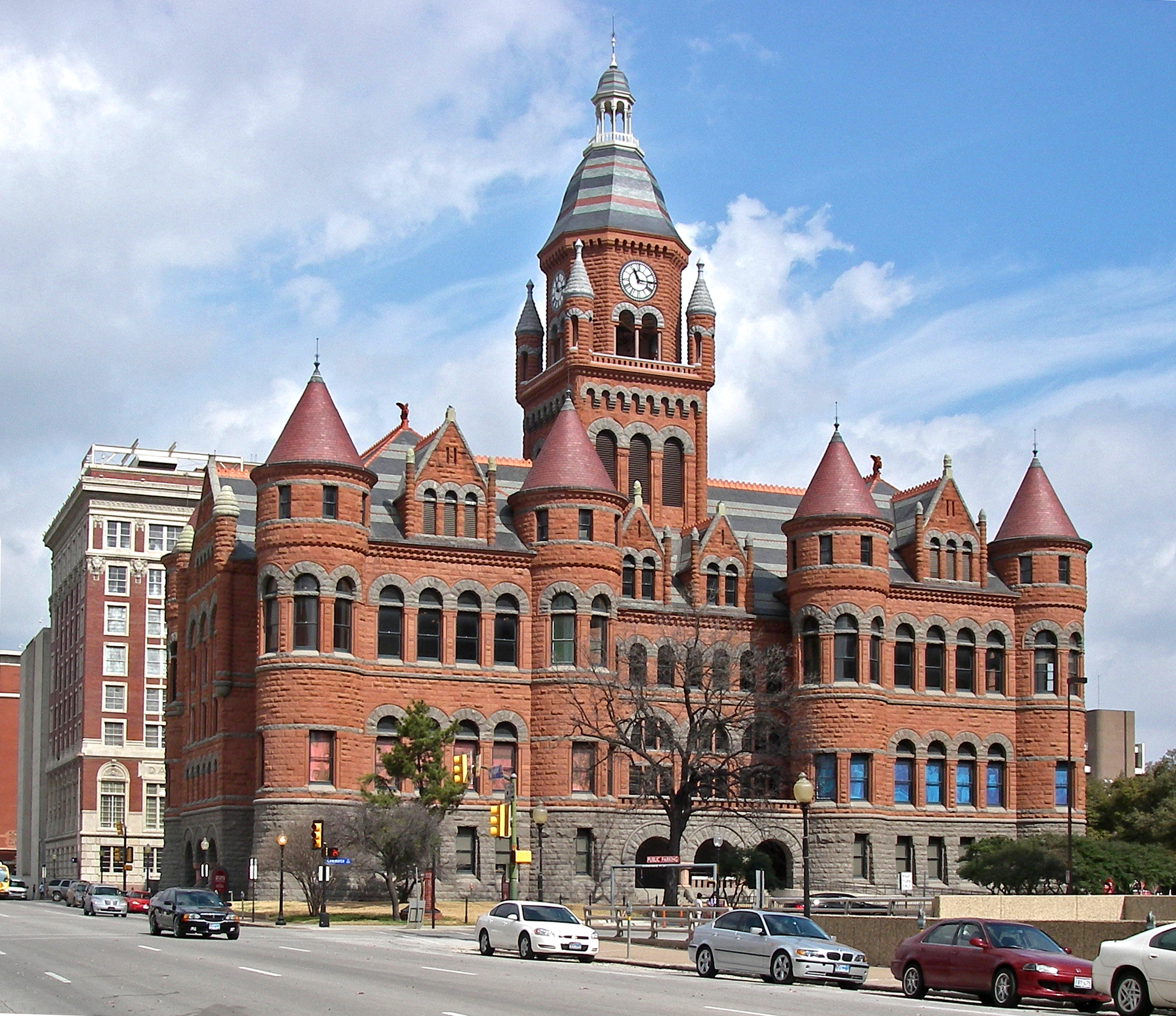
نمایی از ساختمان سابق دیوان عالی تگزاس (ساخت ۱۸۹۲ میلادی)
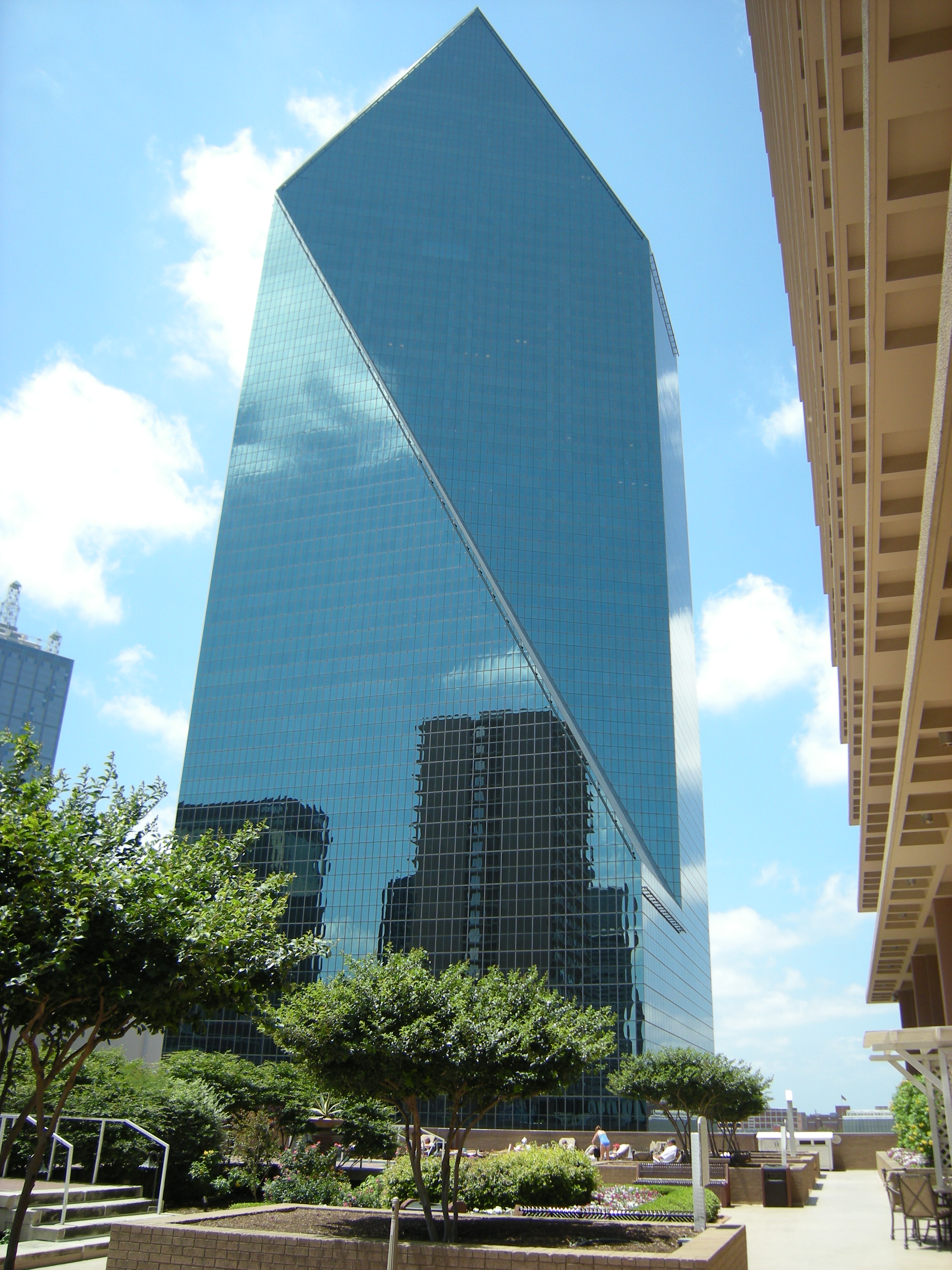
فاونتن پلیس، اثر آی ام پی
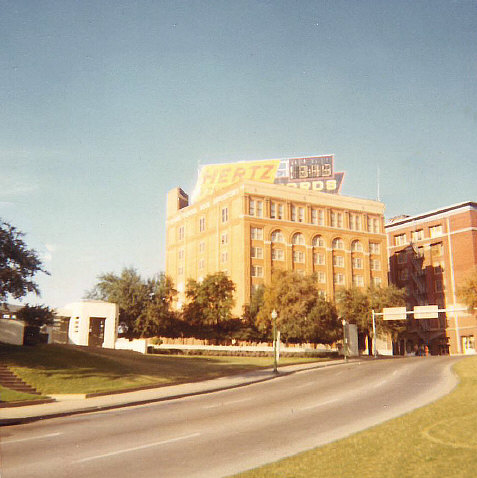
نمایی از دیلی پلازا و انبار کتاب‌های تحصیلی تگزاس (سال ۱۹۶۹)

## پیوندهای به بیرون
- کلیسای ایرانیان دالاس (فرقه باپتیست)
- کلیسای ارمنی‌ها سرکیس در دالاس
- سازمان بهایی‌های دالاس
- بنیاد توحید در فریسکو
- مرکز اسلامی (تشیع) «مؤمن» در پلینو (خامنه ای)
- مرکز اسلامی (تشیع) «علم» در پلینو (سیستانی)
- مرکز طریقت (خانقاه) شاه مقصودی (مکتب اویسی) در فریسکو
- دبستان تمام وقت (شیعه) «آکادمی ویزدم» در کارولتون
- جامعه ایرانیان شمال تگزاس (وابسته به مریم رجوی)
- پرتال خبری-اجتماعی-تجاری «شهروند» ایرانیان دالاس
- انجمن زرتشتیان شمال تگزاس
- بنیاد افخمی (فریسکو)
- آکادمی پارس (آرلینگتون)
- آکادمی فرهنگی کیمیا
- سازمان فرهنگی هنری پرستو